# Pont de la Barricona
El Pont de la Barricona és un pont de Ripoll protegit com a Bé Cultural d'Interès Local.

## Descripció
Es tracta de l'arrencada d'un pont, situada a un nivell més enlairat que el camp on es troba. L'element està format per dos cossos: un bloc compacte rectangular (3'60 m x 5'40 m) sobre el que s'aixequen unes parets des d'on devia sortir el pont vers l'altra banda del riu Ter, i la rampa d'accés, amb baranes, sustentada per una arcada de mig punt rebaixat. Per sota l'arc s'hi pot passar a peu dret. La llum de l'arcada és de 4'20m, l'amplada interior del pas és de 2'80 m, i l'amplada de les baranes és de 45 cm. A l'altra banda del riu encara es veu part de l'estrep del pont.